# Max Schmeling
Maximillian Adolph Otto Siegfried Schmeling (Klein Luckow, Német Birodalom, 1905. szeptember 28. – Wenzendorf, Németország, 2005. február 2.) német ökölvívó, a nehézsúly világbajnoka volt 1930 és 1932 között. Két küzdelme Joe Louisszal az 1930-as évek végén (1936 és 1938) tette halhatatlanná az ő és ellenfele nevét. Szakértők minden idők egyik legveszélyesebb jobbegyenes ütőjének tartják, és beválasztották a világ valaha volt 100 legjobb ökölvívója közé (55. hely). A mai napig Németország egyik legnépszerűbb sportolója. Mai napig ő az egyetlen német, aki sikerrel mérkőzött a nehézsúlyú világbajnoki címért.

## Élete

### Gyermekkora
Schmeling Klein Luckowban született Pomeraniában id. Max Schmeling hajókormányos, és Amanda Fuchs gyermekeként. Szüleivel 1906-ban Hamburgba költözött, ahol apja a Hapag hajóstársaság kormányosa volt. 14 évesen Schmeling elkezdett egy üzleti tanulmányt egy reklámügynökségnél, a Wilkens cégnél (ma FCB Germany).

### Felesége, Anny Ondra

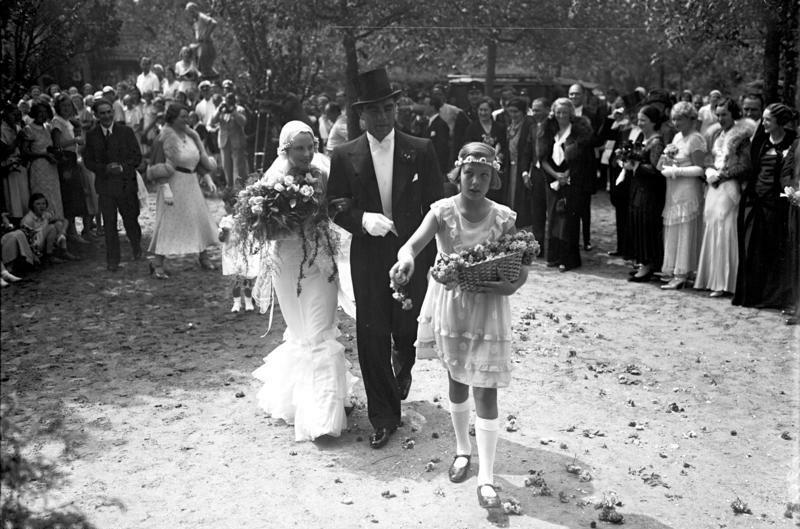
Max Schmeling és felesége Anny Ondra

Max Schmeling 1933. július 6-án, Bad Saarowban vette el Anny Ondra német–cseh színésznőt, akivel először 1930-ban találkozott. Karel Lamačcsal 1930-ban megalapította Németországban az Ondra-Lamac-Film GmbH-t. A házasság után a szőke szépség híres némafilmekben szerepelt. A Knock Out című filmben mindketten együtt álltak a kamera előtt. Schmeling és Ondra álompár voltak, ám egyre inkább visszavonultak a közélettől. Felesége ennek ellenére férje egyetlen mérkőzését sem tekintette meg. Visszavonulása után sok évet élt Berlinben, Dahlem kertvárosban a Schweinfurthstraßén egy udvarházban. A ház jelenleg a líbiai nagykövetségnek ad otthont.

### Viszonya a náci rendszerrel
1928-ban szerződtette a zsidó Joe Jacobsot, hogy legyen a menedzsere. Már ebből is látszik, hogy nem érzett együtt a náci eszmékkel, de Németországban együttműködött a kormány erőfeszítéseivel, hogy az 1930-as évek folyamán lekicsinyelje a belpolitikái egyre inkább negatív nemzetközi világnézetét. Mindazonáltal, ez sokáig nem volt ismert. A második világháború előtt Schmeling - saját életét kockáztatva - két zsidó gyerek életet mentette meg 1938-ban. Csak a '80-as évek végén, Las Vegasban, egy gálaesten derült ki róla, hogy elrejtette egy zsidó barátja két tizenéves fiát a berlini szállodai szobájában, miközben kockázatos módon védte meg őket az SS-től és a Gestapótól a hírhedt kristályéjszaka napjaiban. A Sands-szálloda tulajdonosa, Henri Levin a mikrofonhoz lépve a következőket mondta el akkor a közönségnek: 
| „             | 1938. november 9-től négy napon keresztül Max Schmeling rejtett el a testvéremmel együtt. Ha akkor elkapnak bennünket, úgy ma nem lennék itt, de Max sem. Mindezt a mai napig, Schmeling kívánságára nem hoztam nyilvánosságra. Mert ő úgy vélte, hogy emberi kötelességének tett eleget. Én viszont szeretném, ha a közvélemény értesülne róla, hogy milyen ember is volt a világbajnok. | ” |
| – Henri Levin | |   |

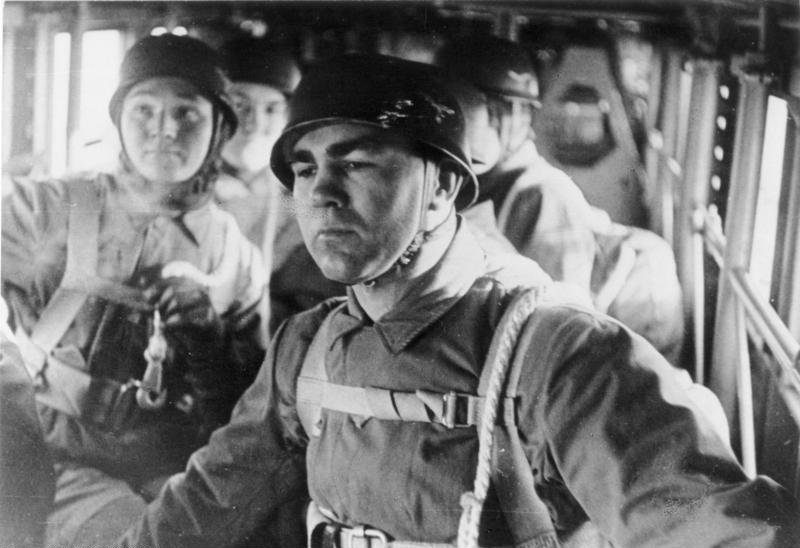
Max Schmeling a légierő kötelékében

Két hónappal később kitört a második világháború. Amikor a második világháború 1939-ben kitört, Schmelinget besorozták a német Luftwafféba és egy elit gárda tagjaként, ejtőernyősként szolgált. Részt vett a krétai csatában a görögök és a britek ellen, meg is sebesült. De őt ökölvívó csillagként túlzottan értékesnek tekintették hogy továbbra is csatákban szolgáljon. A háború végéig (1945 eleje) szolgált a nagy német hadseregbeli katonai kórháznál Ulmban.

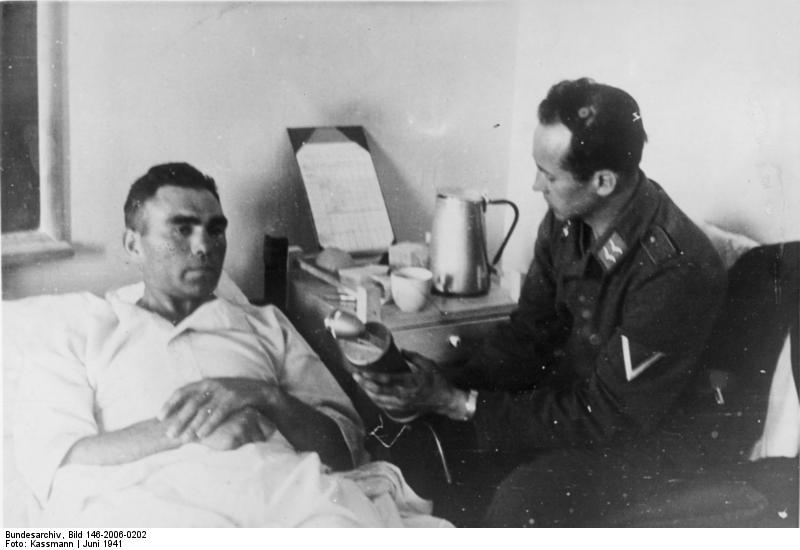
Schmeling az Athénban levő katonai kórházban sebesülése után

## Karrierje

### Fellépése az ökölvívás „színpadán”
A fiatal Maxnak az ökölvívás iránti érdeklődése 1921-ben egy mozielőadás során ébredt fel, amikor a vásznon Jack Dempsey és a francia Georges Carpentier küzdelmét látta, amint a nehézsúlyú világbajnoki címért. 1922-ben Rajna-vidékre ment, az ökölvívás akkori német központjába. Munkásként dolgozott egy düsseldorfi kútfúró vállalatnál. A munkaadója 1923-ban küldte őt Köln-Mülheimbe, ahol csatlakozott az amatőr ökölvívóklubhoz az SC Colonia 06-hoz.
Amatőrként mindössze 12 mérkőzést vívott. 1924-ben kezdte el profi bokszkarrierét, ami több alkalom New Yorkba – a professzionális ökölvívás akkori Mekkájába – vezette. Ott Joe Jacobs a helyi zsidó menedzser képviselte, először közép-, majd félnehéz- és legvégül nehézsúlyú versenyzőként. Első mérkőzését 1924. augusztus 2-án vívta Hans Czapp ellen, akit a hatodik menetben kiütött. Októberben jött az első vereség, Max Diekmann technikai kiütéssel győzött ellene a mérkőzés 4. menetében. Az első két évében 17 győzelem mellett 3 döntetlent és 3 vereséget gyűjtött be, jórészt gyengébb ellenfelek ellen, mígnem 1926. augusztus 24-én megvívhatta élete első címmérkőzését. Berlinben került sor a Max Diekmann elleni visszavágóra, amit az első menetben kiütéssel nyert meg, így német félnehézsúlyú bajnok lett.

### Mérkőzések nagynevű ellenfelek ellen
1925-ben a világbajnok Jack Dempsey-vel ellen bokszolhatott Kölnben. 1927. június 19-én nyerte el az első nagy címét; az első komolyabb ellenfele, a belga Fernand Delarge ellen a dortmundi Westfalenhalléban Európa-bajnok lett úgy, hogy a 14. menetben kiütötte. 1927 októberében védte meg először a címeit (európai és német bajnoki), a rutinos Hein Domgörgen ellen (KO7). Két hónappal később az első menetben kiütötte Michele Bonagliát, és azzal ismét megvédte európai „elsőségét”. 1928 végén nehézsúlyúként, amerikai túrára indult, melynek első állomásaként Joe Montét győzte le kiütéssel a 8. menetben, a híres New York-i Madison Square Gardenben. 1929. február 1-jén több leütés után, a 9. menetben technikai kiütéssel kerekedett felül azon a Johnny Riskón, aki a kor nagyjaival szinte mindenki ellen bokszolt, és többeket le is győzött. A következő mérkőzésén, négy hónappal később, a Yankee Stadionban (abban az időben ez szintén a boksz fellegvárának számított, a Garden mellett) a 15. menet után pontozással legyőzte a baszk Paolino Uzcudunt.

### Az első világbajnoki cím
Gene Tunney visszavonulása után, 1930. június 12-én a megüresedett trónért Max Schmelinget mérkőztették azzal a Jack Sharkey-val, aki három évvel ezelőtt egy vitatott mérkőzésen kapott ki a Jack Dempsey-től. A 80 000 néző egyenlő erők küzdelmét láthatta a 4. menetig, amikor Sharkey balfelütése mélyen az öv alatt ért célba. Utána még reflexszerűen egy balfelütést is bevitt az éppen összecsukló Schmeling fejére. Az első ütés "éreztette hatását", Schmelinget a ringsegédei vitték a sarokba. A bíró az esetet követően diszkvalifikálta Sharkey-t, ezzel Schmeling nehézsúlyú világbajnok lett. Ő lett az első nehézsúlyú világbajnok, aki kizárással nyerte meg az övet.
Az első címvédésére 1931 júliusában került sor, az amerikai Young Stribling ellen. Egy végig kemény mérkőzésen, a 15.menetben az amerikai jobbfelütése „suhant” el Schmeling orra előtt, akinek viszont a jobbhorga tisztán talált, amitől Stribling arccal előre a sarokba esett. 1932. június 21-én újra összecsapott Sharkey-val, ahol Sharkey győzött erősen vitatott pontozással. Ez a döntés arra késztette a menedzserét, Joe Jacobsot, hogy tiltakozásban kiabáljon egy olyan mondatot, ami azóta szállóigévé vált: 
| „            | Minket kiraboltak! | ” |
| – Joe Jacobs |                    |   |

 Az erőfeszítések ellenére, nem tudták elérni, hogy egy harmadik küzdelem legyen a döntő Schmeling és Jack Sharkey között. A német ökölvívó elveszítette a világbajnoki címét, de nem a harci kedvét, hiszen három hónappal később már újabb ellenféllel szemben állt ki. Az ellenfele nem más volt, mint a kor egyik legjobb középsúlyú bokszolója, Mickey Walker, aki nehézsúlyban is „vitézkedett”: kipontozta Riskót és Uzcudunt és a 15. menetben döntetlent ért el Sharkey-val szemben! A mérkőzést figyelve már az elejétől érezhető volt, hogy az eggyel kisebb kategóriájú Walker hősiesen helytáll ugyan, de ezt a mérkőzést csak Schmeling nyerhette meg. Az első perc végén már egy jobbegyenes rázta meg Walkert, majd a menet vége előtt két balegyenest követő jobbegyenessel a padlóra is küldte a volt középsúlyú bajnokot. Mickey egész a 8. menetig sikerrel kerülte el ellenfele jobbkezét, de ekkor Schmeling többször leütve legyőzte nagyhírű ellenfelét.
1933. június 8-án 53 000 néző előtt küzdött meg a „bohém” Max Baerrel. Ezúttal is betalált a rettegett jobb kéz a 10. menetben, de ez esetben nem Schmeling adta, hanem ő kapta. A vereség kipihenése után ismét edzésbe állt, de a következő meccsén ismét kikapott, 1934. február 13-án Steve Hamas ellenében, majd döntetlent ért el Uzcudun ellen. Majd visszavágott Hamasnak, és kipontozta Uzcudunt is. 1934. augusztus 26-án legyőzte Walter Neuselt (1907–1964) Hamburgban. 100 000 ember jelen volt a küzdelemnél, a nézők száma a mai napig a legnagyobb egy bokszeseményen Európában.
A The Ring listája 1935. decemberben:
- világbajnok James Braddock
- 1. Joe Louis
- 2. Max Schmeling
- 3. Ford Smith
- 4. Walter Neusel
- 5. Buddy Baer
- 6. Tommy Loughran
- 7. Eddie Mahrer
- 8. Hank Hankinson
- 9. Charley Retzlaff
- 10. Al Ettore

A Nemzetiszocialista Német Munkáspárt 1935-ben kérte Schmelinget hogy váljon el cseh feleségétől, rúgja ki zsidó menedzserét Joe Jacobsot (1899–1940) is, és határolja el magát zsidó barátaitól. Schmeling visszautasította ezeket a követeléseket. A nürnbergi törvények és a Németországban uralkodó antiszemitizmus miatt az Amerikai Olimpiai Bizottság megfontolta, hogy bojkottálja a berlini olimpiát. Ám a nemzetközileg legismertebb német sportember meggyőzte Schmelinget a náci rezsimről és a részvételről az amerikaiakat. Később korlátlan naivságnak nevezte ezt az ajánlatot. Hamburgban Schmeling nyert egy bokszmérkőzést az amerikai Steve Hamas ellen.
Mindazonáltal, Schmeling a legtöbb híres küzdelem ellenére nem lett világbajnok újra.

### A Joe Louis elleni első mérkőzés

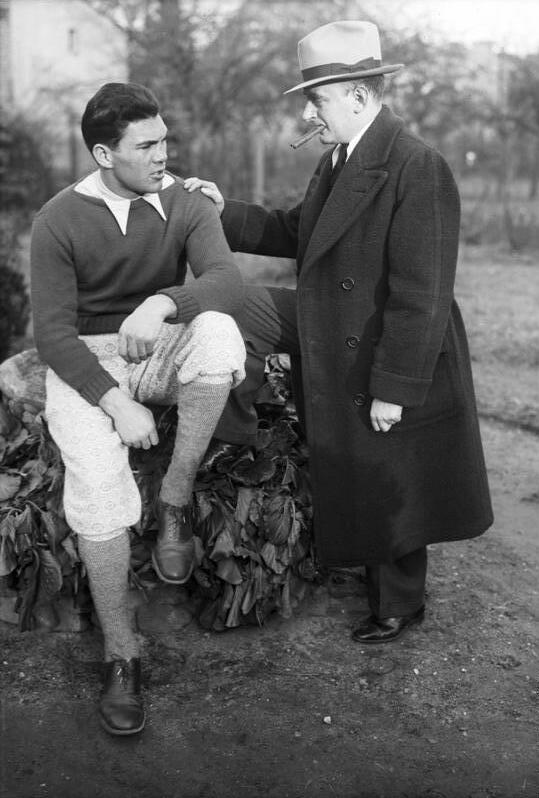
Max Schmeling menedzserével Joe Jacobsszal

1936. június 19-én harcolt New Yorkban a barna bombázó, Joe Louis ellen, aki veretlen világbajnok volt. Schmeling a legendás hírnevét ezen találkozójának köszönhette. Akkoriban feltűnt egy fiatal, színes bőrű bokszoló, aki sorra verte a legjobb nehézsúlyúakat, és méltán tartották a világbajnoki cím várományosának. Kiütötte a volt bajnok Primo Carnerát (6. menet), Baert (4. menet), a baszk Uzcudunt (4. menet) és a jónevű King Levinskyt (1. menet) is. Joe Louis óriási ütőerejével, robbanékonyságával és remek kombinációival kápráztatta el mind a szakértőket és a közönséget. A „leszállóágban lévő” Schmelinget (bár még mindig a legjobbak között volt) csak lépcsőfoknak tekintették neki a világbajnoki cím felé vezető úton. Schmeling nemcsak, hogy jó formában érezte magát, de egyenesen biztos volt a győzelmében. Megnézte Louis legutóbbi, Uzcudun elleni meccsét, ahol megfigyelte, hogy Joe minden balegyenest követően kissé leejtve húzza vissza bal kezét. Maxnak, mint tudjuk, éppen a jobb keresztütés az erőssége. Jobbegyenes a leeresztett bal kéz fölött... Ráadásul tudta, hogy ez az utolsó lehetősége, hogy megint kiérdemeljen egy világbajnoki mérkőzést. De a nagyérdemű inkább csak azt találgatta, hogy Louis hányadik menetben fogja majd befejezni a meccset. Ehelyett az évtized legnagyobb párharca alakult ki a mérkőzésből.

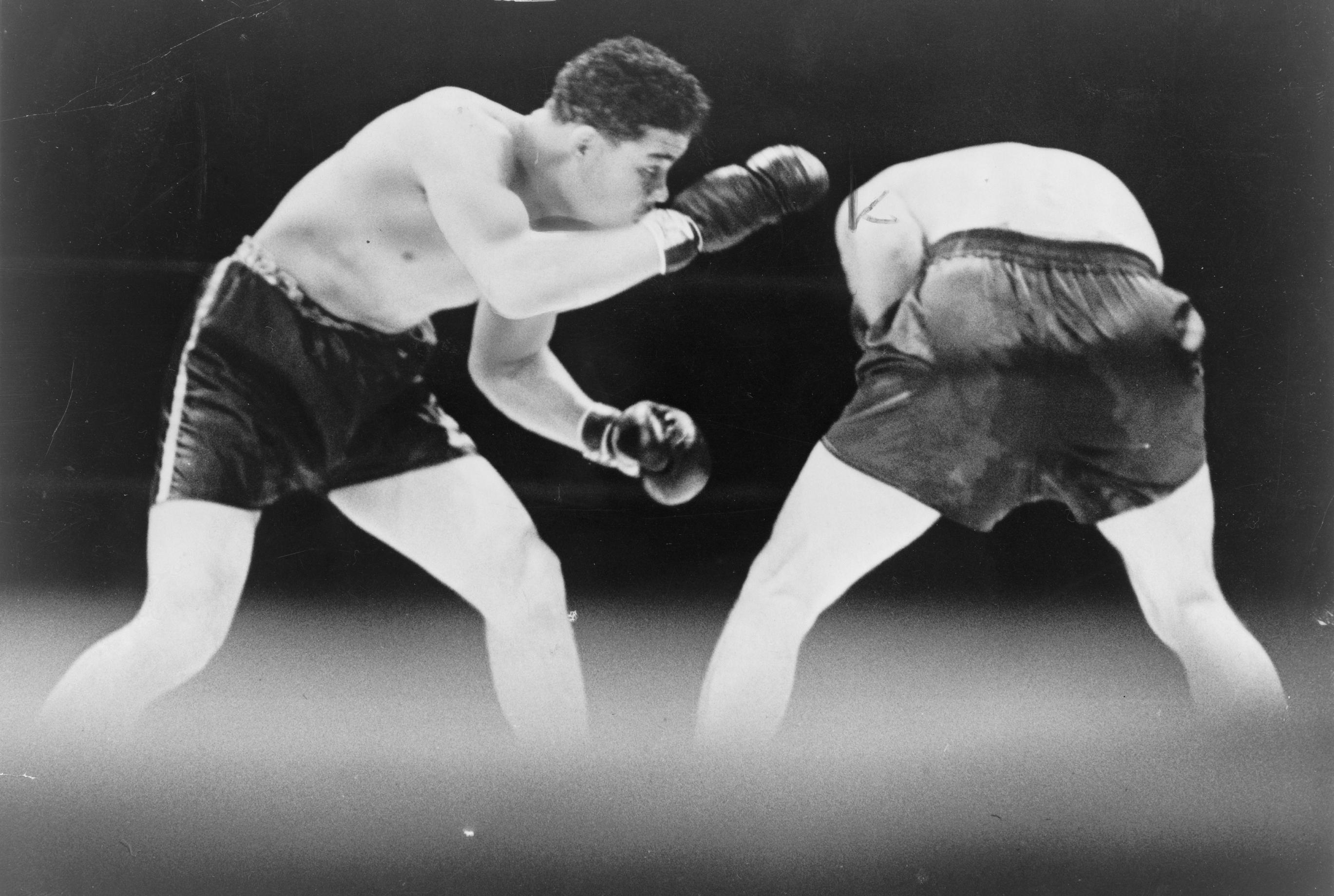
Joe Louis és Max Schmeling meccse 1936-ban

1936. június 12-én 42 000 néző előtt a „bombázó” veretlenségének önbizalmával lépett a szorítóba, a New York-i Yankee Stadionban. Az első néhány menet a tapogatózás jegyében telt, váltakozó sikerrel, néhány kemény találattal. Az első meglepetés a 4. menetben következett be. Schmeling egy bődületes erejű jobbegyenes után egy felütés-horog sorozattal árasztja el az ekkor már roggyant „bombázót”, majd ezt követte még két brutális jobbegyenes, amitől Louis leült, de egyből talpra állt. Louis a menet hátralévő részében hamar kitisztult. A 6. Schmeling, míg a 7. menet inkább Louis fölényét hozta. A 10. menettől már látható volt, hogy a német jobbkezesei megtették hatásukat. Louis tartózkodóbbnak, tompábbnak tűnt, arca bal oldala a duplájára dagadt. A 12. menetben Schmeling villámgyors jobbegyeneseket lőtt ki színes bőrű ellenfelére, akinek ekkor már csak felvillanásai voltak. Majd, egy jobbfelütés, balhorog, jobbhorog, jobbcsapott, jobbfelütés (ekkor már Louis csak tántorog) után következett a „befejező” jobbkezes. Louis a padlóra rogyott, először a hátára fordult, majd a fejét rázta, hogy kitisztuljon ebből a zsibbadásszerű álomból, mindeközben a bíró tízig ért a számolással. Meglepte az ökölvívó világot azáltal, hogy tőle kapott ki Louis először. Schmeling hősként tért vissza Németországba a Hindenburg léghajón. Ezzel a győzelemmel a világbajnok James Braddock első számú kihívójává lépett elő.
A német propagandaminiszter, Joseph Goebbels, azt nyilatkozta: 
| „                 | a győzelem Németországért és a nemzetiszocializmusért való győzelem. | ” |
| – Joseph Goebbels |                                                                      |   |

 Az SS hetilapja a Das Schwarze Korps így írt: 
| „                    | Schmeling győzelme nem csak sport volt. Ez presztízskérdés volt. | ” |
| – Das Schwarze Korps |                                                                  |   |

A The Ring 1936. decemberi sorrendje:
- világbajnok James J. Braddock
- 1. Max Schmeling
- 2. Joe Louis
- 3. Mixie Rosenbloom
- 4. Jack Trammell
- 5. Tommy Loughran
- 6. Ray Impellitiere
- 7. Al Ettore
- 8. Ben Foord
- 9. Al McCoy
- 10. Bob Pastor

Louist és a támogatóit lesújtotta a vereség. Magára Schmelingre is hatottak; amikor Louis végül elnyerte a nehézsúlyúak koronáját 1937-ben, azt mondta, hogy nem fogja magát bajnoknak tekinteni, amíg nem verte meg Schmelinget a visszavágón.

### A meghiúsult Braddock mérkőzés

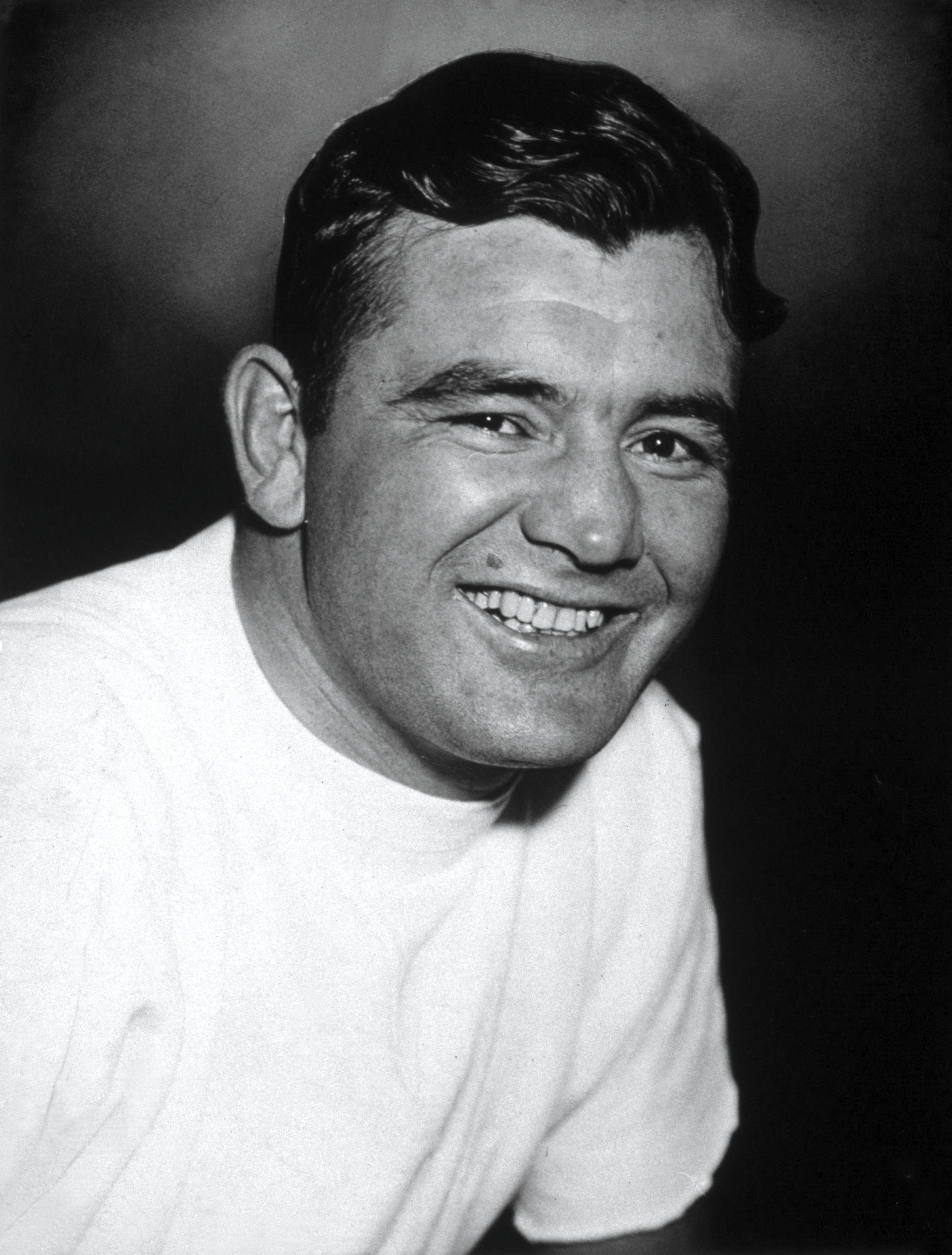
James J. Braddock

Lekötöttek egy mérkőzést 1936 szeptemberére a Madison Square Gardenben James Braddock ellen, de a bajnok Schmeling egy edzésen megsérült, így a mérkőzést tavaszra halasztották. A kor nagy promótere, Mike Jacobs kihasználta a politikai helyzetet, a nácizmus előretörését és azt a tényt, hogy a hitleri Németország propagandagépezete megpróbálta a maga, illetve a fajelmélete javára kihasználni Schmeling győzelmeit. Jacobs felvette a kapcsolatot Braddock menedzserével (aki szintén nem rajongott a németekért), és felajánlotta neki, hogy Braddock Louisszal mérkőzzön a címért. Garantálta a bevétel 50%-án felül, hogy Louis győzelme esetén 10 éven keresztül megkapja az általa rendezett nehézsúlyú világbajnoki mérkőzésekből befolyó jövedelem tíz százalékát. Braddock Schmeling elleni találkozójára már a jegyeket árusították, de a mérkőzés sohasem jött létre. Amíg Schmeling szorgalmasan készült Braddock ellen, addig az amerikai titokban honfitársa, Joe Louis ellen készült. A világbajnok ezt megtudva, dühösen hazautazott. Ekkor az európai rendezők őt és az angol Tommy Farrt akarták mérkőztetni a „világbajnoki cím”-ért. De Jacobs ezt is keresztülhúzta. Louis 1937 júniusában kiütötte Braddockot, és világbajnok lett. A „barna bombázó” első címvédő mérkőzésére kedvező ajánlatot tettek az angolnak, aki inkább azt fogadta el, mintsem, hogy Schmelinggel küzdjön meg. (Farr remekül helytállva pontozással kikapott Louistól augusztusban.) Decemberben Max visszatért az USA-ba, ahol legyőzte Harry Thomast. 1938 januárjában Hamburgban pontozással győzött a középszerű Ben Foord ellen, áprilisban pedig kiütötte Steve Dudast.
The Ring 1938. január:
- világbajnok Joe Louis
- 1. Max Schmeling
- 2. Tommy Farr
- 3. Bob Pastor
- 4. Alberto Lovell
- 5. Maxie Rosenbloom
- 6. Nathan Mann
- 7. Tony Galento
- 8. Isadore Gastanaga
- 9. Roscoe Toles
- 10. Arturo Godoy

### A második Joe Louis elleni mérkőzés

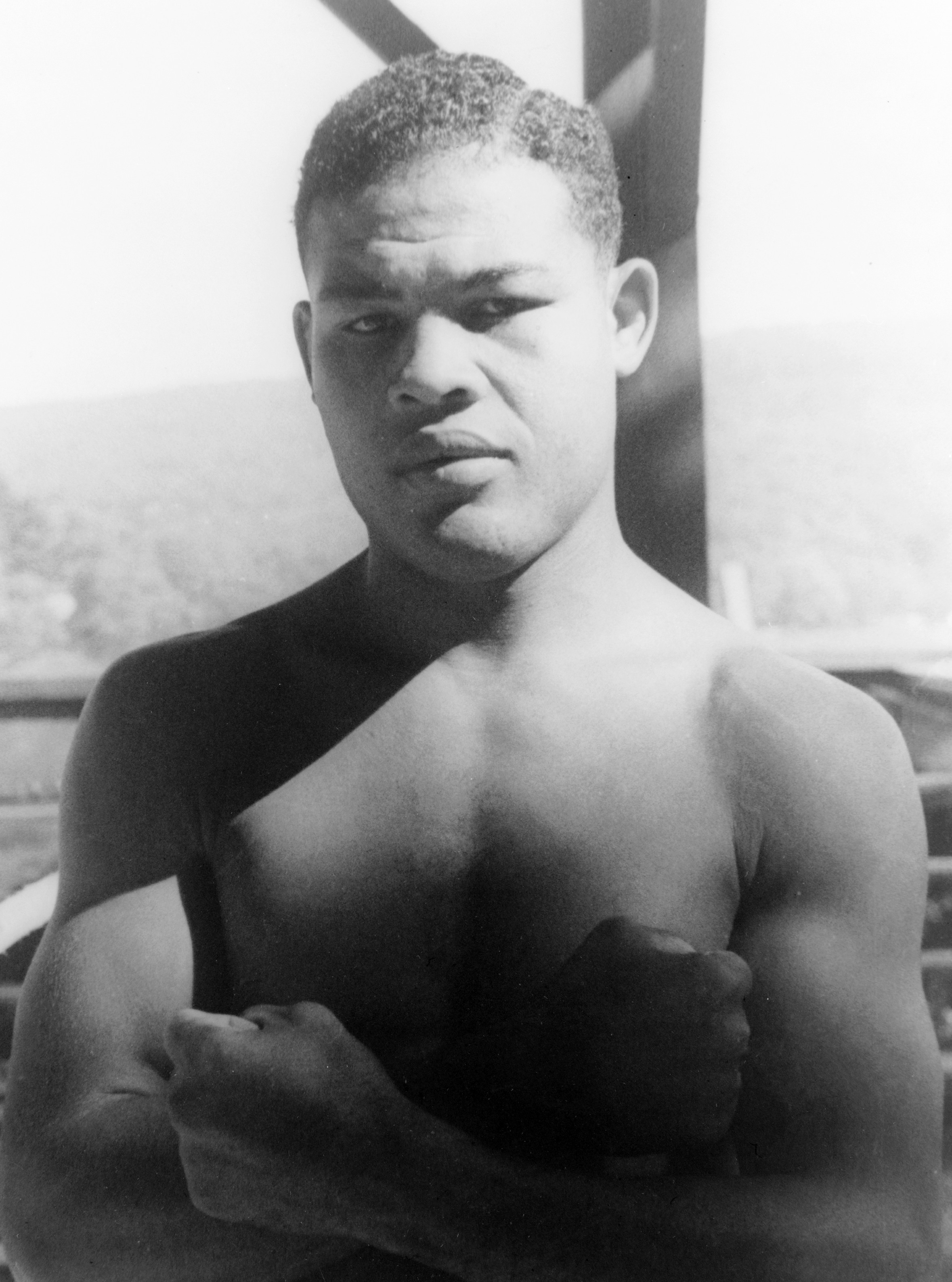
Joe Louis

Joe Louis, miután megszerezte a világbajnoki címet, elutasította a gratulációkat, -
| „           | ... majd ha Schmelinget is megvertem! | ” |
| – Joe Louis |                                       |   |

 tette hozzá. Az első mérkőzésük óta két év telt el, ezalatt tudatosan kijavították nála az "ütés utáni bal kéz leejtése", rossz beidegződését. Így létrejöhetett a „nagy visszavágó”. A náci Németország bekebelezte Csehországot és Ausztriát, ezáltal menekülők százezrei özönlötték el Amerikát. Az USA-ban a németellenes hangulat érezhető volt, ezt a bokszoló Amerikába érkezve a fogadtatásán is megtapasztalhatta. Az Egyesült Államokban nagy felháborodást keltett egy fénykép, melyen Schmeling egyik németországi győzelme után segédeivel – köztük a zsidó Jacobsszal is – fasiszta karlendítéssel köszöntik a páholyban ülő náci előkelőségeket. Nem csoda, ha az Újvilágban gyűlölködő közönséggel találkozott a hatalmas Yankee Stadionban. Pedig a kitűnő sportember soha nem volt náci. Ebben az időben Adolf Hitler személyesen egy kihallgatáson is fogadta. Erre a beszélgetésre Schmeling így emlékezett: 
| „               | A fő témát zsidó származású menedzserem, Joe Jacobs (nem tévesztendő össze a híres promóter Mike Jacobsszal) további foglalkoztatása képezte. Azt várták tőlem, hogy megszakítsam vele az együttműködést. Erre a lépésre azonban nem voltam hajlandó, így Jacobs még hosszú ideig mellettem maradt. | ” |
| – Max Schmeling | |   |

A visszavágó a Yankee Stadionban, 1938. június 22-én jött létre. A küzdelmet mindenhol az Amerikai Egyesült Államokban sugározta a rádió (a Clem McCarthyval rendelkező NBC) és Európa is hallhatta a közvetítést. Akkorra a második világháború fenyegetően közeledett, és a küzdelmet világszerte úgy nézték, mint a nácizmus és a demokrácia harcát. Louis Schmelinget nácinak nevezte, a küzdelem előtt. Közel 68 000 néző előtt került sor a Joe Louis elleni visszavágóra. Az 1. menetben mindketten zárt alapállásból méregették egymást, hogy ütést helyezhessenek el a másikon. Louis két „könnyű” balegyenessel próbálkozott, de Max hárította azokat, majd egy kis belharc. Louis a kötelekhez terelte a németet, ahol horog-felütés sorozattal árasztotta el. Ismét a ring közepén küzdött a két versenyző, az amerikai balegyenest ütött, Schmeling már kontrázta is a „hatékony” jobbegyenesével, ami talál is. Louis terelgette ellenfelét a kötelek felé, a német figyelt, jobbkezes lehetőségre vár. Némi belharc, amit jobbfelütés balhoroggal fejezett be Louis ...nem sokkal később az amerikai jobbhorogja is betalált. Balegyenes előkészítés után, aztán ismét egy Louis jobbhorog. Schmeling a kötelekhez szorul, az amerikai támadásba lendült. Bal előkészítés után egy kemény jobbkezes rázta meg a német versenyzőt. Louis lecsapott az áldozatára. Horog sorozat testre-fejre, Schmeling roggyant, a köteleknél lefelé kezd csúszni, de nem ért földet, mert az egyik karjával a felső kötélsorba kapaszkodott. A bíró közbelép, a sarokba küldi az amerikait. Maxra mindössze csak egyet tudott számolni, mert az azonnal jelzi, hogy jól érzi magát, tovább folytatja a küzdelmet. Louis már ott is van előtte, ballal méregette majd egy iszonyatos erejű jobbhoroggal találta telibe Schmelinget, aki meghemperedett a padlón, de egyből fel is állt. (Ezúttal ő követett el taktikai hibát, hisz ki kellett volna használnia a számolás adta pihenő időt.) Louis egyből horogsorozattal ment rá. Max ekkor már alig bírt küzdeni. Négykézlábra került a német de ismét egyből felállt. (Louis itt már nem is ment a sarokba.) A bíró megtörölte Schmeling kesztyűit. Louis ballal bemérte, majd egy iszonyatos jobbhorgot ütött Schmeling oldalára, (ettől két bordája tört el) majd balhorog, amivel a fejét odakészítette a következő letaglózó erejű jobbhorog elé. Schmeling az oldalára zuhant, ekkor ugrott be az edzője, és szüntette be a bíró az egyoldalú küzdelmet. Két perc és négy másodperc alatt dugába dőlt a náci propagandakampány is, amely a „felsőbbrendű fehér faj” és az „alárendelt színes bőrű faj” küzdelmének tüntette fel a mérkőzést. Louis megvédte világbajnoki címét, bár a német bokszoló ismételten szabálytalan veseütéseket kapott. Néhány kép megerősíti ezt.
Ha Arthur Donovan játékvezető emiatt leállította volna a mérkőzést, Schmeling második alkalommal nyerhette volna a világcímet kizáráson. Donovan mindazonáltal szintén a New York hatóságokkal volt, és érvényesítette Louis győzelmét.
Schmelinget sok bélyegezték meg náciként, de ez valótlan. Az ökölvívó a Louistól elszenvedett kínos vereség után a németek között is eléggé népszerűtlenné vált, és nem használták már náci propagandában sem, ami Schmeling számára megkönnyebbülés volt.
Egy évvel később lépett szorítóba Stuttgartban. Adolf Heuser első menetes kiütésével elnyerte az európai és a német nehézsúlyú bajnoki címeket.

### A második világháború utáni karrierje a box „színpadán”
1939-ben lépett ismét szorítóba, ezúttal Stuttgartban. Adolf Heuser első menetes kiütésével elnyerte az európai és a német nehézsúlyú bajnoki címeket.
Schmeling a Heuser elleni győzelme után 8 évvel, 1947 szeptemberében visszatért a szorítóba, Werner Vollmer ellen, akit a 7. menetben ki is ütött. 3 hónappal később Draegesteint verte pontozással. 1948. május 23-án viszont kikapott a hazai rivális, a már szintén veterán Walter Neuseltől. (A Draegestein és Neusel elleni mérkőzéseken, idősödő kora ellenére Schmelingen egy kiló felesleg sem volt, valamint mindkét ellenfele alapállása hasonló volt: az „áll jól beágyazva a bal váll mögé”, mert még mindig tartottak Max jobbkezétől.) 1948. október 2-án immár kiütéssel győzte le Draegesteint a 9. menetben. Még ugyanabban a hónapban, 31-én viszont pontozással kikapott Richard Vogttól. Ezután bejelentve visszavonulását, tétmérkőzésen többé nem lépett szorítóba.
A bokszról így nyilatkozott: 
| „               | A boksz harcot jelent, célja: diadal az ellenfél felett, de csak akkor van értelme, ha mindenek felett áll a legfőbb elv, a fair play, a legszebb törvény: a sportszerűség! | ” |
| – Max Schmeling | |   |

## Az ökölvívás után

### A Coca-Cola, és Joe Louisszal való barátsága

Emlékbélyeg a német postától

A háború utáni évek kezdetben pénzügyileg nehezek voltak a Schmeling házaspár számára. A második világháborút követően baromfi és haltenyésztéssel foglalkozott, majd 1957-ben a Coca-Cola lerakatot nyitott Hamburg-Bramfeldben, később a cég európai képviseletének egyik vezetője lett. Halálakor még mindig a Coca-Cola németországi leányvállalat tulajdonosainak egyike volt. Ebből kifolyólag is szoros kapcsolatot ápolt az Egyesült Államokban, ahol tiszteletben álló és népszerű személyiségként ismerték. Joe Louisszal jó barátok maradtak, és többször találkoztak a háború után, valamint az idős Louis gyógykezelését is támogatta. Schmeling felesége az 1980-as években elhunyt, ami nagyon megviselte a bajnokot. 1981-ben, Louis temetésén a koporsóvivők egyike volt. Kicsivel a halála előtt több utazást tett egy év alatt a világ körül, hogy megjelenjenek a tevékenységek, amik kapcsolatosak az ökölvívásával.
A Joe Louisszal vívott mérkőzéseit milliók izgulták végig Németországban a rádió mellett ülve. „A mi Maxunk érzés” azóta sem vesztett semmit sem a hatásából. A szeptember 28-án a 98. születésnapját ünneplő Schmeling élő legendának számított Németország történetében. A 75. születésnapja után több, mint 2000 levelet kellett megválaszolnia. A jókívánságok halmaza a 85. és a 95. születésnapja után sem lett kevesebb. Egy Németországban lezajlott közvéleménykutatás szerint a polgárok 50%-a minden idők legjelentősebb sportemberének tartja, 70%-a benne látja a sportszerű versenyző mintaképét. Az újságírók az ország „Örökös Legjobb Sportolójá”-nak választották. Az egyik könyvében így ír önmagáról:
| „               | Ha példakép lettem, azt elsősorban a kornak, semmint magamnak köszönhetem. Ez az idő hősöket követelt, és megteremtett engem. | ” |
| – Max Schmeling | |   |

 Max Schmeling példás szerénységgel viselte és viseli a népszerűséget, s osztogatta élete végéig az autogramjait. Mind boksztudása, mind emberi kvalitása méltó példakép bárki számára.
Az Nemzetközi Bokszszövetség dicsőségfalának tagja, és kiütései által állította össze 56 meccsen rekordját, 10 vereséget és 4 döntetlent 40 győzelemmel. Győzelmei között volt egy kiütése a korábbi világbajnok fölött.

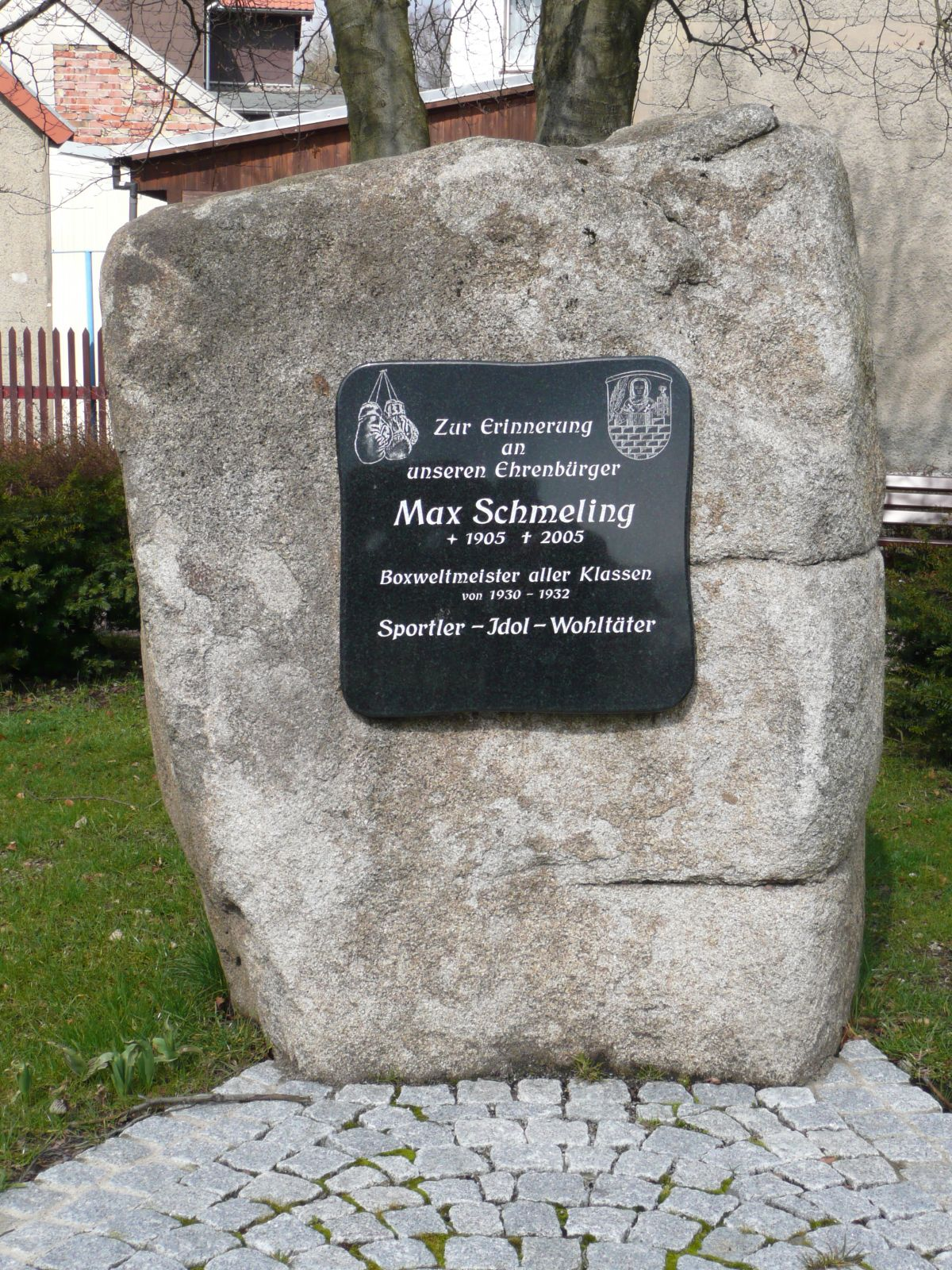
Max Schmeling sírköve

Miután megünnepelte a 2004-ben 99. születésnapját, Schmeling megesküdött, hogy tovább él, hogy ünnepelje a 100. születésnapját. Mindazonáltal, karácsony tájékán, megbetegedett, és az egészsége soha nem tért vissza. Később 2005. január 31-én kómába esett és 2005. február 2-án 15:55-kor meghalt Hamburgban. A hivatalos gyászmise 2005. március 1-jén zajlott a hamburgi Szent Mihály-templom)ban. A halála alkalmán az osztrák posta napra pontosan március 1-jén emlékbélyeget bocsátott ki, George Grosz pedig Schmeling portréját ábrázoló 1 euróst készített.
Felesége, Anny Ondra filmszínésznő mellett nyugszik, ki 1987-ben halt meg stroke következtében. Gyermekeik nem születtek.

## Profi mérkőzések
- Amatőr ökölvívás: Győzelem KO-kkal
- Professzionális ökölvívás: 70 meccs, 56 győzelem, 40 KO, 10 vereség, 4 döntetlen
- Német könnyűsúlyú bajnok 1926–1928
- Európai könnyűsúlyú bajnok 1927–1928
- Német nehézsúlyú bajnok 1928
- Nehézsúlyú világbajnok 1930–1932
- Európai nehézsúlyú bajnok 1939–1943

|    | Eredmény  | Mérleg (GY–V–D) | Ellenfél                 | Kimenetel | Menet, idő    | Dátum      | Helyszín                                                                  | Megjegyzés                                             |
| -- | --------- | --------------- | ------------------------ | --------- | ------------- | ---------- | ------------------------------------------------------------------------- | ------------------------------------------------------ |
| 70 | vereség   | 56–10–4         | Richard Vogt             | PTS       | 10            | 1948-10-31 | VFB Platz, Kiel, Németország                                              |                                                        |
| 69 | győzelem  | 56–9–4          | Hans Joachim Draegestein | TKO       | 9 (10)        | 1948-10-02 | VFB Platz, Kiel, Németország                                              |                                                        |
| 68 | vereség   | 55–9–4          | Walter Neusel            | PTS       | 10            | 1948-05-23 | Platz in Hamburg-Altona, Hamburg, Németország                             |                                                        |
| 67 | győzelem  | 55–8–4          | Hans Joachim Draegestein | PTS       | 10            | 1947-12-07 | Omnibushalle, Hamburg, Németország                                        |                                                        |
| 66 | győzelem  | 54–8–4          | Werner Vollmer           | KO        | 7 (10)        | 1947-09-28 | Waldstadion, Frankfurt, Németország                                       |                                                        |
| 65 | győzelem  | 53–8–4          | Adolf Heuser             | KO        | 1 (15)        | 1939-07-02 | Adolf-Hitler-Kampfbahn, Stuttgart, Nemzetiszocialista Németország         | európai és német BDB nehézsúlyú címet nyerte el        |
| 64 | vereség   | 52–8–4          | Joe Louis                | TKO       | 1 (15), 2:04  | 1938-06-22 | Yankee Stadium, Bronx, Amerikai Egyesült Államok                          | For NYSAC, NBA, and The Ring nehézsúlyú cím            |
| 63 | győzelem  | 52–7–4          | Steve Dudas              | KO        | 5 (15)        | 1938-04-16 | Hanseatenhalle, Hamburg, Nemzetiszocialista Németország                   |                                                        |
| 62 | győzelem  | 51–7–4          | Ben Foord                | PTS       | 12            | 1938-01-30 | Hanseatenhalle, Hamburg, Nemzetiszocialista Németország                   |                                                        |
| 61 | győzelem  | 50–7–4          | Harry Thomas             | TKO       | 8 (15)        | 1937-12-13 | Madison Square Garden, New York, New York, Amerikai Egyesült Államok      |                                                        |
| 60 | győzelem  | 49–7–4          | Joe Louis                | KO        | 12 (15), 2:29 | 1936-06-19 | Yankee Stadium, Bronx, Amerikai Egyesült Államok                          |                                                        |
| 59 | győzelem  | 48–7–4          | Paulino Uzcudun          | PTS       | 12            | 1935-07-07 | Poststadion, Berlin, Nemzetiszocialista Németország                       |                                                        |
| 58 | győzelem  | 47–7–4          | Steve Hamas              | KO        | 9 (12)        | 1935-03-10 | Hanseatenhalle, Hamburg, Nemzetiszocialista Németország                   |                                                        |
| 57 | győzelem  | 46–7–4          | Walter Neusel            | TKO       | 9 (12)        | 1934-08-26 | Sandbahn Lokstedt, Hamburg, Nemzetiszocialista Németország                |                                                        |
| 56 | döntetlen | 45–7–4          | Paulino Uzcudun          | MD        | 12            | 1934-05-13 | Estadio Olímpico de Montjuïc, Barcelona, Spanyolország                    |                                                        |
| 55 | vereség   | 45–7–3          | Steve Hamas              | UD        | 12            | 1934-02-13 | Philadelphia Convention Hall, Philadelphia, Amerikai Egyesült Államok     |                                                        |
| 54 | vereség   | 45–6–3          | Max Baer                 | TKO       | 10 (15), 1:51 | 1933-06-08 | Yankee Stadium, Bronx, New York, Amerikai Egyesült Államok                |                                                        |
| 53 | győzelem  | 45–5–3          | Mickey Walker            | TKO       | 8 (15)        | 1932-09-26 | Madison Square Garden Bowl, Queens, New York, Amerikai Egyesült Államok   |                                                        |
| 52 | vereség   | 44–5–3          | Jack Sharkey             | SD        | 15            | 1932-06-21 | Madison Square Garden Bowl, Queens, New York, Amerikai Egyesült Államok   | Lost NYSAC, NBA, and The Ring heavyweight titles       |
| 51 | győzelem  | 44–4–3          | Young Stribling          | TKO       | 15 (15), 2:46 | 1931-07-03 | Municipal Stadium, Cleveland, Amerikai Egyesült Államok                   | Retained NBA and The Ring heavyweight titles           |
| 50 | győzelem  | 43–4–3          | Jack Sharkey             | DQ        | 4 (15), 2:55  | 1930-06-12 | Yankee Stadium, Bronx, New YorkAmerikai Egyesült Államok                  | Won vacant NYSAC, NBA, and The Ring heavyweight titles |
| 49 | győzelem  | 42–4–3          | Paulino Uzcudun          | PTS       | 15            | 1929-06-27 | Yankee Stadium, Bronx, New YorkAmerikai Egyesült Államok                  |                                                        |
| 48 | győzelem  | 41–4–3          | Johnny Risko             | TKO       | 9 (15)        | 1929-02-01 | Madison Square Garden, New York City, New York, Amerikai Egyesült Államok |                                                        |
| 47 | győzelem  | 40–4–3          | Pietro Corri             | KO        | 1 (10)        | 1929-01-21 | Laurel Garden, Newark, New Jersey, Amerikai Egyesült Államok              |                                                        |
| 46 | győzelem  | 39–4–3          | Joe Sekyra               | PTS       | 10            | 1929-01-04 | Madison Square Garden, New York City, New York, Amerikai Egyesült Államok |                                                        |
| 45 | győzelem  | 38–4–3          | Joe Monte                | KO        | 8 (10)        | 1928-11-23 | Madison Square Garden, New York City, New York, Amerikai Egyesült Államok |                                                        |
| 44 | győzelem  | 37–4–3          | Franz Diener             | PTS       | 15            | 1928-04-04 | Berlin Sportpalast, Berlin, Németország                                   | Elnyerte az megüresedett német BDB nehézsúlyú címet    |
| 43 | győzelem  | 36–4–3          | Ted Moore                | PTS       | 10            | 1928-03-11 | Westfalenhallen, Dortmund, Németország                                    |                                                        |
| 42 | vereség   | 35–4–3          | Gipsy Daniels            | KO        | 1 (10)        | 1928-02-25 | Festhalle Frankfurt, Frankfurt, Németország                               |                                                        |
| 41 | győzelem  | 35–3–3          | Michele Bonaglia         | KO        | 1 (15), 2:31  | 1928-01-06 | Berlin Sportpalast, Berlin, Németország                                   | Retained European light-heavyweight title              |
| 40 | győzelem  | 34–3–3          | Gipsy Daniels            | PTS       | 10            | 1927-12-02 | Berlin Sportpalast, Berlin, Németország                                   |                                                        |
| 39 | győzelem  | 33–3–3          | Hein Domgoergen          | KO        | 7 (15)        | 1927-11-06 | Achilleion, Leipzig, Németország                                          | Megtartott európai és német BDB könnyűsúlyú címek      |
| 38 | győzelem  | 32–3–3          | Louis Clement            | TKO       | 6 (10)        | 1927-10-02 | Westfalenhallen, Dortmund, Németország                                    |                                                        |
| 37 | győzelem  | 31–3–3          | Robert Larsen            | TKO       | 3 (10)        | 1927-09-02 | Berlin Sportpalast, Berlin, Németország                                   |                                                        |
| 36 | győzelem  | 30–3–3          | Willem Westbroek         | KO        | 3 (10)        | 1927-08-07 | Radrennbahn, Essen, Németország                                           |                                                        |
| 35 | győzelem  | 29–3–3          | Jack Taylor              | PTS       | 10            | 1927-08-01 | Sagebiel, Hamburg, Németország                                            |                                                        |
| 34 | győzelem  | 28–3–3          | Fernand Delarge          | KO        | 14 (15)       | 1927-06-19 | Westfalenhallen, Dortmund, Németország                                    | Elnyerte az európai könnyűsúlyú címet                  |
| 33 | győzelem  | 27–3–3          | Raoul Paillaux           | KO        | 3 (10)        | 1927-05-17 | Sagebiel, Hamburg, Németország                                            |                                                        |
| 32 | győzelem  | 26–3–3          | Robert Larsen            | PTS       | 10            | 1927-05-08 | Stadion Radrennbah, Frankfurt, Németország                                |                                                        |
| 31 | győzelem  | 25–3–3          | Stanley Glen             | KO        | 1 (10)        | 1927-04-26 | Berlin Sportpalast, Berlin, Németország                                   |                                                        |
| 30 | győzelem  | 24–3–3          | Francois Charles         | TKO       | 8 (10)        | 1927-04-08 | Berlin Sportpalast, Berlin, Németország                                   |                                                        |
| 29 | győzelem  | 23–3–3          | Leon Sebilo              | KO        | 2 (10)        | 1927-03-12 | Westfalenhallen, Dortmund, Németország                                    |                                                        |
| 28 | győzelem  | 22–3–3          | Joe Mehling              | TKO       | 3 (10)        | 1927-02-04 | Zirkus Sarassani, Dresden, Németország                                    |                                                        |
| 27 | győzelem  | 21–3–3          | Louis Wilms              | TKO       | 8 (10)        | 1927-01-23 | Jahrhunderthalle, Breslau, Németország (ma Wrocław, Lengyelország)        |                                                        |
| 26 | győzelem  | 20–3–3          | Jack Stanley             | KO        | 8 (10)        | 1927-01-07 | Berlin Sportpalast, Berlin, Németország                                   |                                                        |
| 25 | győzelem  | 19–3–3          | Herman van 't Hof        | DQ        | 8 (10)        | 1926-10-01 | Berlin Sportpalast, Berlin, Németország                                   |                                                        |
| 24 | győzelem  | 18–3–3          | Max Diekmann             | KO        | 1 (15), 0:30  | 1926-08-24 | Luna Park, Berlin, Németország                                            | Elnyerte a megüresedett német BDB könnyűsúlyú címet    |
| 23 | győzelem  | 17–3–3          | Aug Vongehr              | TKO       | 1 (4)         | 1926-07-13 | Luna Park, Berlin, Németország                                            |                                                        |
| 22 | győzelem  | 16–3–3          | Willy Louis              | KO        | 1 (6)         | 1926-03-19 | Hochhaus-Sportschule, Köln, Németország                                   |                                                        |
| 21 | döntetlen | 15–3–3          | Max Diekmann             | PTS       | 8             | 1926-02-12 | Kaiserdamm Arena, Berlin, Németország                                     |                                                        |
| 20 | győzelem  | 15–3–2          | René Compère             | PTS       | 8             | 1925-11-08 | Bickendorfer Festhalle, Köln, Németország                                 |                                                        |
| 19 | vereség   | 14–3–2          | Larry Gains              | TKO       | 2 (10)        | 1925-08-28 | Kristallpalast, Köln, Németország                                         |                                                        |
| 18 | döntetlen | 14–2–2          | Leon Randol              | PTS       | 10            | 1925-05-09 | Brussels, Belgium                                                         |                                                        |
| 17 | vereség   | 14–2–1          | Jack Taylor              | PTS       | 10            | 1925-05-09 | Messehalle, Köln, Németország                                             |                                                        |
| 16 | győzelem  | 14–1–1          | Fred Hammer              | PTS       | 10            | 1925-04-28 | Beethovenhalle, Bonn, Németország                                         |                                                        |
| 15 | döntetlen | 13–1–1          | Jimmy Lyggett Sr         | PTS       | 8             | 1925-04-03 | Berlin Sportpalast, Berlin, Németország                                   |                                                        |
| 14 | győzelem  | 13–1            | Alfred Baker             | KO        | 8 (8)         | 1925-03-15 | Schauburgring, Köln, Németország                                          |                                                        |
| 13 | győzelem  | 12–1            | Leon Randol              | KO        | 4 (8)         | 1925-03-01 | Schauburgring, Köln, Németország                                          |                                                        |
| 12 | győzelem  | 11–1            | Joe Mehling              | PTS       | 6             | 1925-01-20 | Kriegervereinshaus, Berlin, Németország                                   |                                                        |
| 11 | győzelem  | 10–1            | Johnny Cludts            | KO        | 2 (8)         | 1925-01-18 | Schauburgring, Köln, Németország                                          |                                                        |
| 10 | győzelem  | 9–1             | Jimmy Lyggett Sr         | KO        | 4 (10)        | 1924-12-26 | Bickendorfer Festhalle, Köln, Németország                                 |                                                        |
| 9  | győzelem  | 8–1             | Richard Hartig           | KO        | 1 (10)        | 1924-12-17 | Saalbau Friedrichshain, Berlin, Németország                               |                                                        |
| 8  | győzelem  | 7–1             | Battling Mathar          | KO        | 3 (10)        | 1924-12-07 | Tonhalle Düsseldorf, Düsseldorf, Németország                              |                                                        |
| 7  | győzelem  | 6–1             | Hans Breuer              | KO        | 2 (10)        | 1924-12-04 | Colonia-Haus, Köln, Németország                                           |                                                        |
| 6  | győzelem  | 5–1             | Fred Hammer              | KO        | 3             | 1924-10-31 | Bickendorfer Festhalle, Köln, Németország                                 |                                                        |
| 5  | vereség   | 4–1             | Max Diekmann             | RTD       | 4 (6)         | 1924-10-10 | Berlin Sportpalast, Berlin, Németország                                   |                                                        |
| 4  | győzelem  | 4–0             | Rocky Knight             | PTS       | 8             | 1924-10-02 | Bickendorfer Festhalle, Köln, Németország                                 |                                                        |
| 3  | győzelem  | 3–0             | Willy Louis              | KO        | 1             | 1924-09-20 | Duisburg, Németország                                                     |                                                        |
| 2  | győzelem  | 2–0             | Henri van der Vyver      | KO        | 3 (8)         | 1924-09-19 | Bickendorfer Festhalle, Köln, Németország                                 |                                                        |
| 1  | győzelem  | 1–0             | Hans Czapp               | KO        | 6             | 1924-08-02 | Tonhalle Düsseldorf, Düsseldorf, Németország                              |                                                        |

## Elismerések
- Los Angeles díszpolgára
- Las Vegas díszpolgára
- Klein-Luckow (a szülőfaluja) díszpolgára
- Az osztrák bokszoló szövetség tiszteletbeli tagja
- a Benneckenstein cégnél 1936 óta tiszteletbeli tag
- a német tűzoltóság tiszteletbeli medalionjának birtokosa – a legmagasabb tisztelő a német tűzoltóságok civileknek
- 2005-ben: A 100. születésnapja alkalmán levő Deutschen Post AG egy különleges márkájának a hátoldalán (posztumusz)
- 2005-ben: Aranysportpiramis (posztumusz)
- 2006-ban: Felvétel a német sportolók falára (posztumusz)

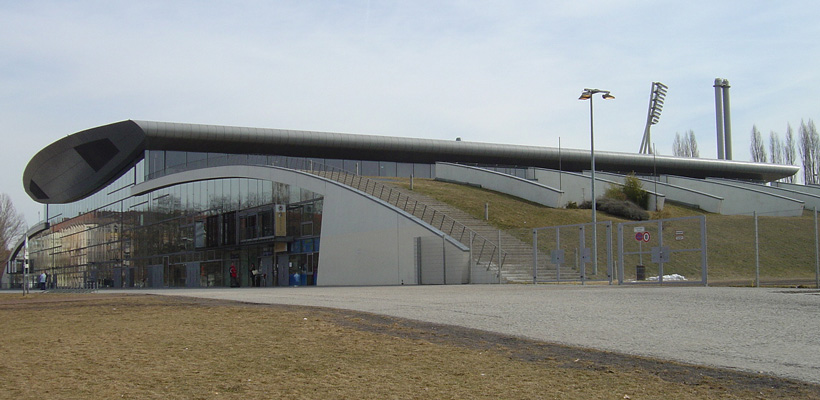
A Max Schmeling-Halle Berlinben

- Az Alba Berlin kosárlabda csapat által használt arénát, Max-Schmeling-Hallénak nevezték el, legendás harcos tiszteletére.

## Művészeti alkotások róla

### Szobrászat
1932-től hét évet modellkedett a szomszédjának, Josef Thorak szobrásznak a németországi Bad Saarow településen. Innen származott a 3.75 méter magas ökölvívó bronzplasztika, melyet 1936 tavaszán a birodalmi sportmezőn állítottak fel.

### Filmművészet
2002-ben egy film készült a STARZ! jóvoltából a Louis-szal való kapcsolatáról Joe és Max címmel (Schmelinget a német Til Schweiger alakította).

### Zene
Amikor Max Stettinben élt, Németország (most Szczecin, Lengyelország), egy dalt kapott ettől a városból: a The Analogs felvett egy, a sikereiért tisztelgő dalt Max Schmeling címmel, a Hlaskover szikla albumra).

### Irodalom

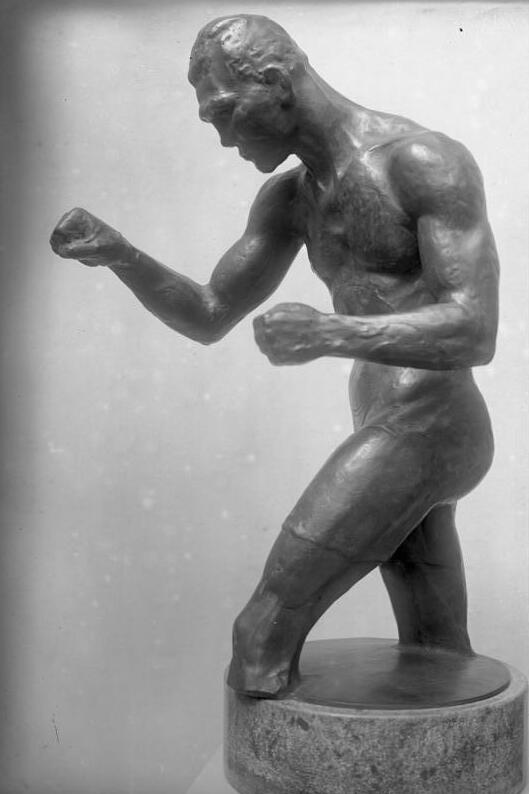